# Подводная война

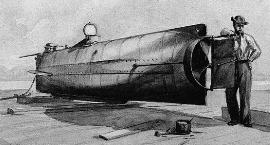
CSS H. L. Hunley — первая подлодка, потопившая судно противника в бою.

Война на море может быть логически поделена на три типа, в соответствии с их зоной действия: война на поверхности, воздушная война и подводная война. Последняя, в свою очередь, может быть разделена на войну подводных лодок и противолодочную оборону а также минное дело и противоминные действия. Каждая из этих зон использует свои собственные специализированные платформы и стратегии, призванные получить преимущество в действиях, и обнаружить уязвимости в действиях противника, что приводит к уникальным для каждого района действий методам.
Современные подводные военные силы состоят в основном из дизель-электрических и атомных подводных лодок, вооруженных торпедами, ракетами и ядерным оружием, а также продвинутым локационным оборудованием для успешной атаки подлодок, надводных судов и наземных целей. Подводные лодки могут применяться в целях разведки, высадки специальных сил или как средство сдерживания. В некоторых флотах они также используются в виде демонстрации сил. Эффективность подводной войны частично зависит от эффективности ответного применения противолодочной обороны.

## Гражданская война в США
Эра подводной войны началась во времена Гражданской войны в США. Поворотной точкой в истории и временем переписывания правил ведения морских сражений стали 1860-е годы. Военно-морской флот как со стороны Соединенных Штатов, так и со стороны Конфедеративных Штатов постоянно изобретал всё новые и новые типы кораблей. Среди прочих были разработаны и подводные суда. Первое потопление судна противника субмариной случилось 17 февраля 1864 года, когда субмарина конфедератов CSS H. L. Hunley успешно атаковала и потопила USS Housatonic в гавани города Чарлстон, Южная Каролина.

## Первая мировая война
В Первую мировую войну подводная война в основном заключалась в контрблокаде британских островов с целью максимально сократить подвоз стратегических товаров на территорию метрополии. До 1917 года немецким подлодкам приходилось иметь дело только с одиночно идущими транспортами , что максимально упрощало выполнение боевой задачи. Но начиная с 1917 года союзники стали практиковать систему конвоев и результативность немецкого подводного флота медленно, но уверенно пошла вниз. Британские и союзные субмарины проводили широкомасштабные операции на Балтике, Северном море, Атлантике, средиземноморье и Чёрном море. И лишь несколько операций было проведено за пределами Евро-Атлантического театра. Атаки немецких субмарин на торговые суда стали прямой причиной присоединения США к войне.
Все участники обязаны были соблюдать Гаагские конвенции и декларации (1899 и 1907), однако, как оказалось, они были неприменимы к подводным лодкам. Первоначально Германия пыталась соблюдать Правила ведения морской войны, однако потом начала Неограниченную подводную войну. Под давлением американской дипломатии Германия была вынуждена прекратить её на некоторое время, но в январе 1917 года объявила воды вокруг Британских островов военной зоной и, до тех пор, пока не начала применяться тактика конвоев, топила примерно четверть кораблей, шедших через неё. Потопление HMS Pathfinder стало первым успехом подводных лодок в современном их понимании, а успех SM U-9, отправившей на дно менее, чем за час три британских крейсера, обозначил субмарины как один из важнейших элементов современной войны на море.
Немецкие субмарины устанавливали минные заграждения и атаковали линии перевозки руды на Балтике. Британская подводная флотилия в Балтийском море обеспечивала прикрытие и поддержку русских сил до заключения Брестского мира.
Во время войны Британия приложила определенные усилия для создания субмарины, способной вести боевые действия в составе надводного флота — так называемой эскадренной подводной лодки. Для достижения необходимой надводной скорости в 20 узлов, британские подводные лодки типа K были задуманы с паровой машиной, однако на практике тип К был слишком проблемным, чтобы эффективно взаимодействовать с флотом.

## Гражданская война в России
31 августа 1919 года подводная лодка Балтийского флота "Пантера" под командованием Александра Бахтина обнаружила и уничтожила двумя торпедами стоящий на якоре британский эскадренный миноносец  Vittoria.

## Межвоенный период
Между войнами морские державы экспериментировали с подводными крейсерами (французский Surcouf), субмаринами, вооружёнными орудиями особо крупного калибра (HMS M1) и авианесущими (малые аэропланы для разведки) субмаринами (HMS M2 и Surcouf)
Германии, по условиям Версальского договора было запрещено иметь подводный флот, до тех пор, пока секретные производства не были узаконены Англо-германским морским соглашением 1935 года, по которому Великобритания разрешала Германии иметь подводный флот, равный по размеру подводному флоту КВМФ.

## Вторая мировая Война
Во Вторую мировую войну подводная война разделилась на два основных театра военных действий — Атлантический и Тихоокеанский. Африка, однако, тоже стала полем боя, что привело к активным действиям подводного флота в Средиземном море. В основном тут воевали британские, французские и немецкие субмарины. Итальянцы также были вовлечены в эти события, однако наибольшего успеха добились в применении сверхмалых подводных лодок и человекоуправляемых торпед.

### Атлантический океан
В Атлантике, где немецкие U-boat вновь занимались охотой на конвои Антигитлеровской коалиции, война очень напоминала позднюю часть Первой мировой войны. Множество британских субмарин также охотились в Средиземном море и возле Норвегии, топя боевые корабли, субмарины и торговые суда Стран Оси.
Первоначально Гитлер приказал субмаринам соблюдать Правила ведения морской войны, однако в декабре 1939 года ограничение было снято. Хотя массовые атаки субмарин и случались в Первую мировую войну, тактика Волчьих стай стала основным стилем ведения боевых действий U-boat на протяжении всей Второй мировой войны. Основные отличительные черты этих действий были следующие:
- Некоторое количество U-boat занимали позиции на возможных маршрутах конвоев.
- Лодка, обнаружившая конвой, сообщала о его маршруте, скорости и составе Немецкому Военно-Морскому Командованию (OKM).
- Субмарина продолжала скрытно следовать за конвоем, сообщая об изменении обстановки.
- Остальные участники стаи по приказу подходили к позициям первой субмарины.
- Когда стая формировалась, она дожидалась ночи и производила скоординированную атаку.
- На рассвете стая разбегалась, оставляя одного «разведчика», и собиралась вновь на закате.

Позднее, с увеличением числа эскортных военных судов и аэропланов, потери U-boat стали неприемлемы. Огромное количество лодок погибло вместе с их «асами».

### Тихий океан
На Тихом океане ситуация была прямо противоположной, и уже американские подводные лодки охотились на японских грузовых линиях. К окончанию войны США уничтожили более половины торгового флота Японии, общим объемом более пяти миллионов тонн грузов. Британские и голландские субмарины также поучаствовали в этих действиях, но, в основном, в прибрежных водах. Японские субмарины поначалу имели успех, уничтожив два американских авианосца, крейсер и еще несколько кораблей. Однако, ведомый доктриной атаковать военные корабли, а не менее защищенные торговые суда, небольшой японский флот показал свою неэффективность в долгосрочной перспективе, неся тяжелые потери от противолодочной обороны Антигитлеровской коалиции. Итальянские и одна немецкая субмарины также вели боевые действия на Тихом океане, однако никогда не были существенным фактором, в связи с огромными расстояниями и затрудненным общением со своими японскими союзниками.

### Другие зоны

#### Индийский океан
Японские субмарины вели боевые действия в Индийском океане, вынудив британский флот отступить к южному побережью Африки. Некоторое количество немецких и итальянских подводных лодок так же присутствовали в зоне боевых действий, но, опять же, не представляли собой существенной угрозы. См. Группа Муссон.

## Послевоенный период
Создание атомных подводных лодок в 1950-х принесло серьезнейшие изменения в методы ведения подводной войны. Эти лодки могли работать на большей глубине, быстрее двигались и могли проходить значительно большие дистанции. Они легко могли быть больше и благодаря этому стали ракетоносными. В результате этого многоцелевые подлодки стали весьма важной частью флота. Некоторое время США использовали атомные подлодки в виде радарного дозора. Дизель-электрические ПЛ также продолжали использоваться, так как они были дешевле и более приспособлены к прибрежным водам, а также, что немаловажно, были гораздо менее шумными, чем ранние атомные лодки, что являлось неоспоримым преимуществом при использовании сенсоров и оружия.
Во время холодной войны США и СССР играли в так называемые 'кошки-мышки' по обнаружению и слежению за подлодками противника. Запад наслаждался своими существенным превосходством своих технологий, понизив в начале 1980-х шумность своих многоцелевых ПЛ до уровня эквивалентного морского существа, а то время как русские ВМС так и не смогли добиться соответствующего уровня скрытности до самого распада СССР. На самом деле технологическая разница была столь велика, что, образно говоря, советские подлодки были слышны 'на другом конце Атлантики', и были вынуждены периодически выполнять высокоскоростной манёвр, называемый 'Сумасшедший Иван' из-за создаваемого ими же самими шума.
Со времён Второй мировой войны произошло еще несколько крупных конфликтов с привлечением подводного флота: Корейская война, Третья индо-пакистанская война и Фолклендская война. Так или иначе, с созданием атомных подводных лодок, вооруженных ядерным оружием, их важность была сдвинута скорее к стратегической роли, нежели охоте на грузоперевозки противника, обеспечивая принцип гарантированного возмездия. Чтобы снизить эту вероятность, был разработан новый тип подлодок-охотников. Подводные лодки последующих поколений приобрели возможность запуска ракет для атак названных целей, и были задействованы в боевых действиях против Ирака и Афганистана. В дальнейшем, с разработкой новых технологий, их роль была расширена за счет применения беспилотных видов техники. Разработка воздухонезависимых типов двигательных установок позволила снизить риск для дизель-электрических ПЛ во время необходимых всплытий. Атомные же подлодки, несмотря на то, что они гораздо более крупные, могли регенерировать состав воздуха в корпусе и изначально были менее уязвимы, не имея необходимости подъема на поверхность в течение длительных периодов времени.
В современной многосторонней геополитической системе многие страны строят и/или обновляют свои подлодки. Морские силы самообороны Японии создают новую модель каждые несколько лет; Южная Корея обновила и без того достаточно современный тип 209 германской разработки, и продала копии Индонезии. Россия усовершенствовала старый советский проект 877 «Палтус», возобновилось строительство ПЛАРК и ПЛАРБ — по новым проектам, модернизируются лодки советской постройки ("Кальмар", "Антей").
В конце своей книги, посвященной ВМС The Price of Admiralty, военный историк Джон Киган (англ. John Keegan) заключает, что вскоре практически все роли надводных судов вскорости будут перехвачены субмаринами, так как лишь эта военно-морская техника способна успешно скрываться от обнаружения совершенствующимися системами разведки (спутники, самолёты и так далее).

## Современные задачи подводных лодок
Современные подлодки представляют собой многозадачные платформы, способные проводить открытые и секретные операции. В мирный период они работают как фактор сдерживания, выполняя в то же время сбор информации и разведывательные миссии.
В военное время подлодки способны выполнять задачи, включающие:
- разведку и сбор информации;
- обеспечение связи;
- высадку специальных сил;
- атаки наземных целей (первая крылатая ракета, запущенная с подлодки, была выпущена во время Войны в Заливе USS Louisville[англ.]в январе 1991 года)[7];
- защита надводных сил и торговых маршрутов;
- перекрытие доступа противнику к своим водам.

ВМС США говорит «Субмаринам для выживания требуется независимость от уязвимых транспортных цепочек или прочей защиты от каких-либо сторонних платформ.»